# Campeonato Mundial de Atletismo de 2009 - Maratona feminina
A maratona feminina do Campeonato Mundial de Atletismo de 2009 ocorreu no dia 23 de agosto nas ruas de Berlim.

## Recordes
Antes desta competição, os recordes mundiais e do campeonato nesta prova eram os seguintes:
| Tipo                  | Atleta          | Tempo   | Local     | Data                 | Ref |
| --------------------- | --------------- | ------- | --------- | -------------------- | --- |
|                       | Paula Radcliffe | 2:15:25 | Londres   | 13 de abril de 2003  | ver |
| Recorde do campeonato | Paula Radcliffe | 2:20:57 | Helsinque | 14 de agosto de 2005 | ver |

## Medalhistas
| Ouro          | Prata               | Bronze                 |
| Bai Xue (CHN) | Yoshimi Ozaki (JPN) | Aselefech Mergia (ETH) |

## Resultados
Este é o resultado da prova:
| Pos.              | Atleta                         | Tempo   | Notas                |
| ----------------- | ------------------------------ | ------- | -------------------- |
| Medalha de ouro   | CHN Bai Xue                    | 2:25:15 | Recorde da temporada |
| Medalha de prata  | JPN Yoshimi Ozaki              | 2:25:25 | Recorde da temporada |
| Medalha de bronze | ETH Aselefech Mergia           | 2:25:32 |                      |
| 4                 | CHN Zhou Chunxiu               | 2:25:39 | Recorde da temporada |
| 5                 | CHN Zhu Xiaolin                | 2:26:08 | Recorde da temporada |
| 6                 | POR Marisa Barros              | 2:26:50 |                      |
| 7                 | JPN Yuri Kano                  | 2:26:57 | Recorde da temporada |
| 8                 | RUS Nailiya Yulamanova         | 2:27:08 |                      |
| 9                 | RUS Alevtina Biktimirova       | 2:27:39 | Recorde da temporada |
| 10                | USA Kara Goucher               | 2:27:48 | Recorde da temporada |
| 11                | USA Desireé Davila             | 2:27:53 | Recorde pessoal      |
| 12                | KEN Julia Mumbi Muraga         | 2:28:59 | Recorde da temporada |
| 13                | CHN Sun Weiwei                 | 2:29:39 | Recorde da temporada |
| 14                | JPN Yoshiko Fujinaga           | 2:29:53 |                      |
| 15                | RUS Svetlana Zakharova         | 2:29:55 |                      |
| 16                | ETH Bezunesh Bekele            | 2:30:03 |                      |
| 17                | GER Sabrina Mockenhaupt        | 2:30:07 | Recorde da temporada |
| 18                | AUS Lisa Jane Weightman        | 2:30:42 | Recorde pessoal      |
| 19                | LTU Zivilé Balciünaité         | 2:31:06 | Recorde da temporada |
| 20                | PRK Kim Kum-Ok                 | 2:31:24 |                      |
| 21                | KEN Irene Limika               | 2:31:29 |                      |
| 22                | ROU Lidia Simon                | 2:32:03 |                      |
| 23                | ETH Dire Tune                  | 2:32:42 |                      |
| 24                | NAM Beata Naigambo             | 2:33:05 | Recorde pessoal      |
| 25                | ESP Alessandra Aguilar         | 2:33:38 |                      |
| 26                | RWA Epiphanie Nyirabarame      | 2:33:59 | Recorde nacional     |
| 27                | ETH Atsede Baysa               | 2:36:04 |                      |
| 28                | USA Tera Moody                 | 2:36:39 | Recorde da temporada |
| 29                | RUS Olga Glok                  | 2:36:57 |                      |
| 30                | USA Paige Higgins              | 2:37:11 | Recorde da temporada |
| 31                | JPN Yukiko Akaba               | 2:37:43 |                      |
| 32                | RUS Lyubov Morgunova           | 2:38:23 |                      |
| 33                | PRK Jong Yong-Ok               | 2:38:29 |                      |
| 34                | GER Susanne Hahn               | 2:38:39 |                      |
| 35                | NZL Mary Davies                | 2:38:48 | Recorde pessoal      |
| 36                | CAN Tara Quinn-Smith           | 2:39:19 | Recorde da temporada |
| 37                | KEN Risper Jemeli Kimaiyo      | 2:39:23 |                      |
| 38                | SUI Patrizia Morceli           | 2:39:37 |                      |
| 39                | KOR Yun Sun Suk                | 2:39:56 |                      |
| 40                | MEX Judith Ramírez             | 2:40:18 |                      |
| 41                | NZL Fiona Docherty             | 2:40:18 | Recorde pessoal      |
| 42                | PRK Phyo Un Suk                | 2:40:39 |                      |
| 43                | BRA Adriana Aparecida da Silva | 2:40:54 | Recorde pessoal      |
| 44                | NZL Shireen Crumpton           | 2:41:31 | Recorde da temporada |
| 45                | RSA Tanith Maxwell             | 2:41:48 | Recorde da temporada |
| 46                | DEN Annemette Aagaard          | 2:42:03 | Recorde da temporada |
| 47                | KEN Martha Komu                | 2:42:14 | Recorde da temporada |
| 48                | PRK Kim Chol Sun               | 2:42:18 |                      |
| 49                | FRA Patricia Lossouarn         | 2:42:40 |                      |
| 50                | FRA Laurence Klein             | 2:42:47 |                      |
| 51                | USA Zoila Gómez                | 2:42:49 | Recorde da temporada |
| 52                | LTU Renalda Kergyte            | 2:45:28 | Recorde da temporada |
| 53                | KOR Park Ho-Sun                | 2:47:16 |                      |
| 54                | FRA Stephanie Briand           | 2:48:16 |                      |
| 55                | FRA Yamna Oubouhou             | 2:50:02 | Recorde da temporada |
| 56                | NAM Helalia Johannes           | 2:50:19 | Recorde da temporada |
| 57                | ECU Sandra Ruales              | 2:50:36 |                      |
| 58                | UGA Jane Suuto                 | 2:52:44 |                      |
| 59                | FRA Cecile Moynot              | 2:54:21 |                      |
| 60                | ROU Nuta Olaru                 | 3:00:59 |                      |
|                   | GRE Magdaliní Gazéa            | DSQ     |                      |
|                   | BRA Maria Zeferina Baldaia     | DNF     |                      |
|                   | ETH Robe Guta                  | DNF     |                      |
|                   | GER Ulrike Maisch              | DNF     |                      |
|                   | GER Luminita Zaituc            | DNF     |                      |
|                   | GRE Yeoryía Abatzídou          | DNF     |                      |
|                   | KEN Helena Loshanyang Kirop    | DNF     |                      |
|                   | KGZ Victoria Poludina          | DNF     |                      |
|                   | KOR Lee Sun-Young              | DNF     |                      |
|                   | MEX Dulce María Rodríguez      | DNF     |                      |
|                   | MGL Luvsanlkhundeg Otgonbayar  | DNF     |                      |
|                   | CHI Clara Morales              | DNS     |                      |
|                   | ROU Luminita Talpos            | DNS     |                      |

Legenda
| Recorde mundial       | Recorde mundial (World record)               |                       | Recorde africano                      | Recorde africano (African) |                                           | Q | Classificado por posição (Qualified) |
| Recorde do campeonato | Recorde do campeonato (Championship record)  | Recorde da América    | Recorde da América (Americas)         | q                          | Classificado por melhor tempo (Qualified) |   |                                      |
| Melhor marca do ano   | Melhor marca do ano (World leading)          | Recorde asiático      | Recorde asiático (Asian)              | DNS                        | Não largou (Did not start)                |   |                                      |
| Recorde nacional      | Recorde nacional (National record)           | Recorde europeu       | Recorde europeu (European)            | DNF                        | Não terminou (Did not finish)             |   |                                      |
| Recorde pessoal       | Recorde pessoal do atleta (Personal best)    | Recorde da Oceania    | Recorde da Oceania (Oceania)          | DSQ / DQ                   | Desclassificado (Disqualified)            |   |                                      |
| Recorde da temporada  | Recorde da temporada do atleta (Season best) | Recorde sul-americano | Recorde sul-americano (South America) | NM                         | Sem marca (No mark)                       |   |                                      |